# Itziar Gómez
Itziar Gómez López (nascida a 29 de janeiro de 1965) é uma política navarra que tem desempenhado funções como ministra do Desenvolvimento Rural e Meio Ambiente de Navarra desde agosto de 2019.